# Nuscha de Archer
Nuscha E. de Archer (* 22. September 1934) ist eine deutsche Kostümbildnerin.

## Leben und Wirken
Nuscha de Archer erhielt ihre Ausbildung im Salon Hassinger-Jacques Fath, an der Pariser Oper und in den Paramount Studios in Los Angeles. Als Kostümbildnerin ist sie seit 1959 tätig. In den 1970er Jahren begann ihre Arbeit für Film und Fernsehen. Neben einigen Kinofilmen versorgte sie mit ihren Kostümentwürfen seit Beginn der 1980er Jahre Fernsehproduktionen, darunter die Fernsehserien Diese Drombuschs, Adelheid und ihre Mörder und Großstadtrevier.
Nuscha de Archer besitzt Wohnsitze in Hamburg und Frankfurt am Main. Sie bildete auch Kostümbildner aus.

## Filmografie
Fernsehen, wenn nicht anders angegeben
- 1977: Waldrausch (Kino)
- 1979: Noch ’ne Oper
- 1980: Der Eisvogel
- 1981: Kudenow oder An fremden Wassern weinen
- 1981: Die Fahrt nach Schlangenbad
- 1981: Collin (Zweiteiler)
- 1982–1988: Tatort (Krimireihe)
- 1983: Fremdes Land oder Als die Freiheit noch zu haben war
- 1983 ff.: Diese Drombuschs (Serie)
- 1983: Bis später, ich muß mich erschießen (Kino)
- 1984: Lenin in Zürich
- 1984: Der Verlust
- 1985: Silvester in Treptow
- 1986–2010: Großstadtrevier (Serie)
- 1991: Himmelsschlüssel
- 1992: Die Männer vom K 3 (Serie)
- 1992–1993: Freunde fürs Leben (Serie)
- 1993: Vater braucht eine Frau (Serie)
- 1993–2007: Adelheid und ihre Mörder (Serie)
- 1993: Der rote Vogel (Mehrteiler)
- 1994: Ein unvergeßliches Wochenende … auf Capri
- 1994: Das Traumschiff
- 1995: Ein unvergeßliches Wochenende … in Kanada
- 1996: Das Traumschiff – Sydney